# Klimt’s Magic Garden
Klimt’s Magic Garden war ein Ausstellungsexperiment im Museum für angewandte Kunst Wien im Jahr 2018. Ausgehend von Gustav Klimts Werkzeichnungen für den Mosaikfries im Speisesaal des Palais Stoclet hat der Künstler Fredrick Baker eine virtuelle Realität geschaffen.

## Aufbau
Mittels HTC Virtual Reality Brillen konnte der Besucher in eine 3D-Welt eintauchen. Die VR-Welt war ausschließlich aus Elementen, die im Fries abgebildet sind, aufgebaut. Keines der Elemente wurde verändert. In der VR-Welt begegnet man den drei Hauptfiguren des Originalfries – „Erwartung“, „Erfüllung“ und „Ritter“. Der Garten war als Labyrinth aufgebaut, in dem es Wege, Hügel, Berge, Seen und Inseln gibt. Die Landschaft, durch die sich der Besucher bewegte, war inspiriert vom Salzkammergut, wo sich Klimt immer wieder aufgehalten hat. Angelehnt war die VR-Welt an die Idee eines Barockgarten wie im Schloss Schönbrunn oder dem Mirabellgarten.
Der eigens für die Ausstellung konzipierte Soundtrack stammte von George Taylor. Das Projekt wurde in Zusammenarbeit mit dem 3-D Graphic Artist Markus Cermak der Dramaturgin Sandra Fasolt und der Videopostproduktion Christian Leiss Postproduction GmbH entwickelt.

## Hintergrund
Die Entwürfe für den Mosaikfries sind Teil der MAK-Schausammlung Wien 1900. Sie zählen zu den bedeutendsten Werken Gustav Klimts. Frederick Baker wurde eingeladen, eine VR-Welt basierend auf Klimts Werkzeichnungen zu schaffen. In Klimt’s Magic Garden wurden die Hard- und Software-Entwicklungen der Videospielindustrie für eine künstlerische Erfahrung zunutze macht.

## Eröffnung
Die Eröffnung des Ausstellungsexperiments fand am 6. Februar 2018, dem 100. Todestages Gustav Klimts, statt. Die virtuelle Welt konnte bis 7. Oktober im Museum für angewandte Kunst Wien besucht werden.